# 蒸気船
蒸気船（じょうきせん）とは、蒸気機関を用いスクリュー・プロペラや外輪を廻すことより推進する船のことである。蒸汽船や汽船ともいう。

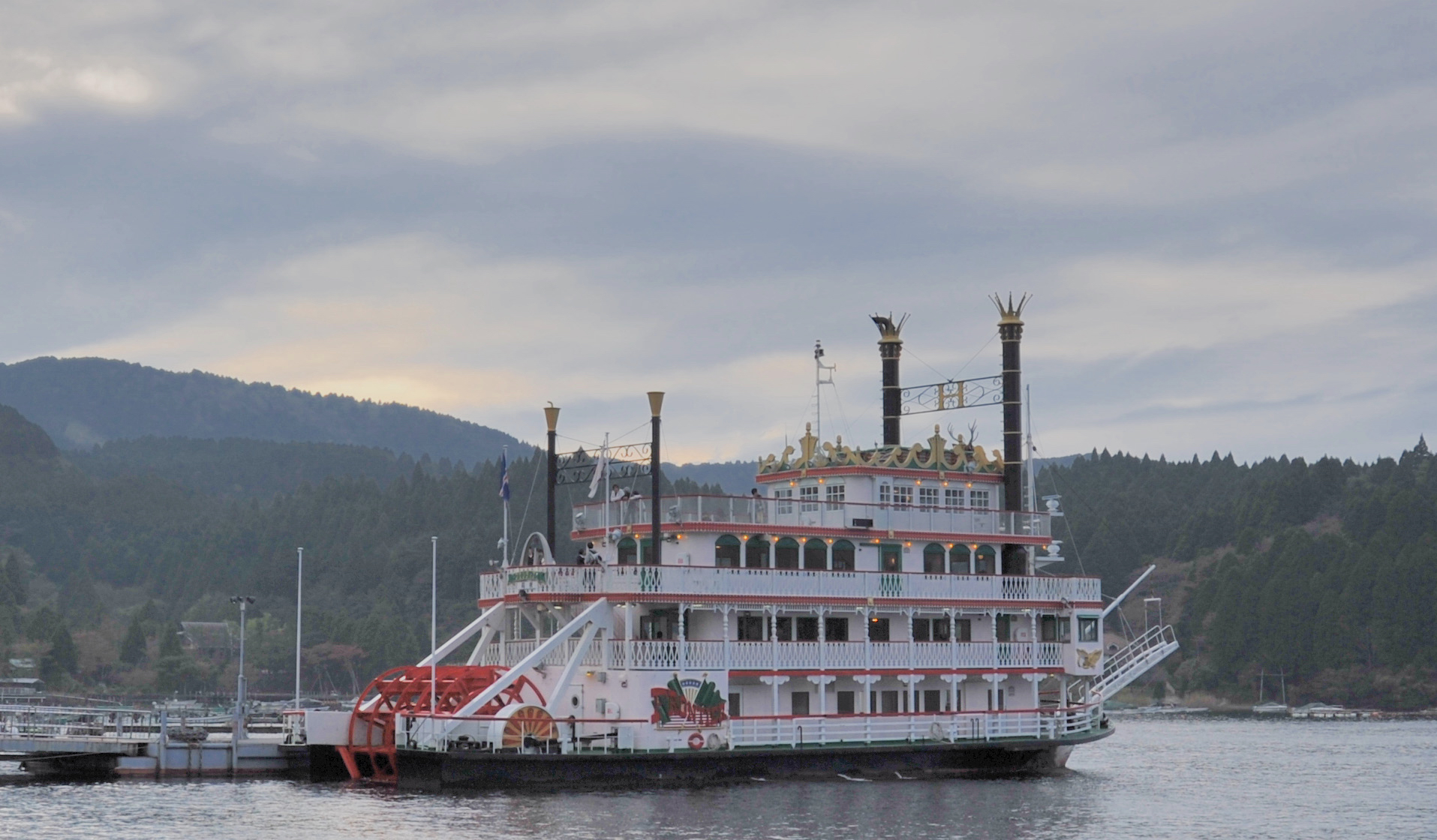
ミシシッピー川の河船をモデルにした蒸気外車船フロンティア号

一般に蒸気船といえば石炭を燃料とする古典的な船のことを指し、蒸気タービンや原子力による蒸気機関を持つ船は蒸気船と呼ばれない。

## 歴史
蒸気船の登場は、それまで大型船舶の主要な地位を占めていた帆船を最終的には実用船としての表舞台から駆逐することになるが、蒸気船も外輪船時代は帆船と優劣を争っていた。実際この間に、蒸気機関を備えた帆船（汽帆船）が多く造られた。
蒸気船と帆船の争いとは別に、港内や狭い水路でのはしけや人車の輸送などを行なっていた曳き船は、それまで人力か、又は扱いにくい帆走で推進されていたが、蒸気機関の登場で速やかに小型蒸気船が導入されていった。
やがて、スクリュープロペラの登場によって蒸気船は実用船として主要な位置を占めてゆく。

### 欧米の蒸気船

#### 最初の蒸気船

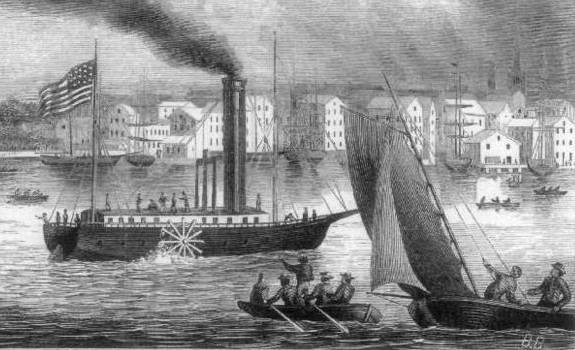
クラーモント
外輪蒸気船

世界最初の実用的な蒸気船は、1783年にフランス人であるクロード・フランソワ・ドロテ・ジュフロワ・ダバン ( Claude-Francois-Dorothee, marquis de Jouffroy d'Abbans ) によって作られた。
1788年2月1日に、アイザック・ブリッグスとウィリアム・ロングストリートによって、蒸気船の特許は取得されている。1791年にはアメリカでジョン・フィッチらが蒸気船の特許を得ている。しかし、ロバート・フルトンが、1809年2月11日に改良設計した特許を取得し、商業的に成功した。
ロバート・フルトンは、外輪式蒸気船「クラーモント号」を開発し、1807年8月17日にハドソン川で乗客を乗せた試運転に成功したことでも知られている。このため、一般には（実用的な乗り物としての）蒸気船を発明したのはフルトンだという印象が定着している。

#### 外輪船

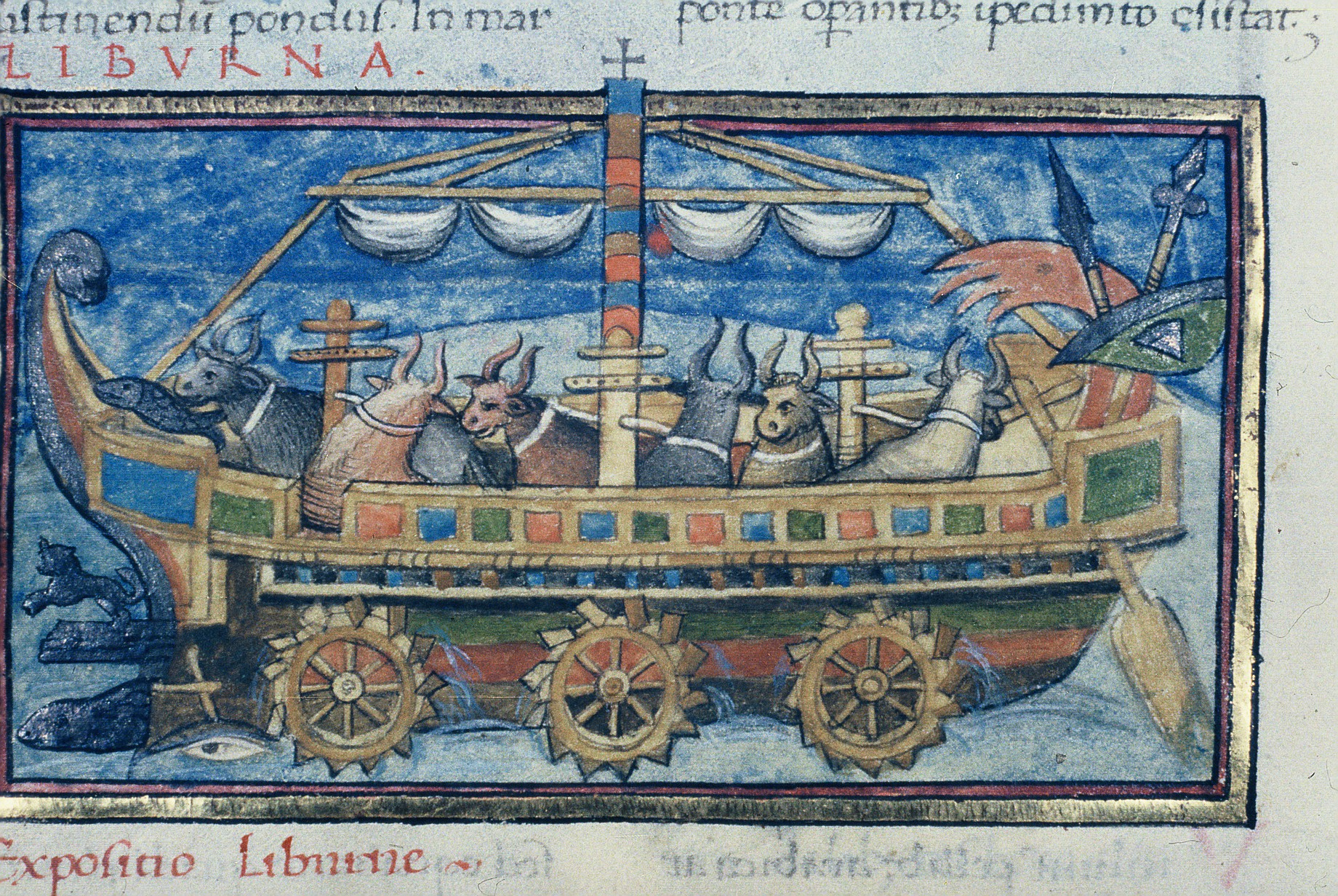
ローマ時代の外輪船絵画

外輪のアイデアはローマ時代からあった事が確認されているが、人力駆動ではオールの方が適していた。
初期の蒸気船は、船の側面か後ろに石炭を燃料としたレシプロ機関の力によって動く外輪、または外車とも呼ばれる大きな推進器を持った外輪船、外車船（パドル・ホイーラー）であった。この外輪船は正しくパドルで水面を掻くために喫水を一定に保つ必要があったが、水深が浅くても走れるため穏やかな河や沿岸を航行するには適していた。しかし、左右舷側配置の外輪では、駆動軸の設計や製造が簡単な代わり、波浪や流氷などで外輪が破損したり、波高や船体の傾きによって左右の推進力が一定に伝わらないこと、また、効率の低いボイラーが大量に消費する石炭を積む必要がある、といった問題があり、外洋航海には適していなかった。その後、給炭地の整備や蒸気機関の改良などによって航続距離が伸び、外洋を横断できるまでになった。
1829年にフランスのエリアン・ガロウェーは、パドルが常に垂直になるように改良した外輪を考案した。

#### 軍艦と商船

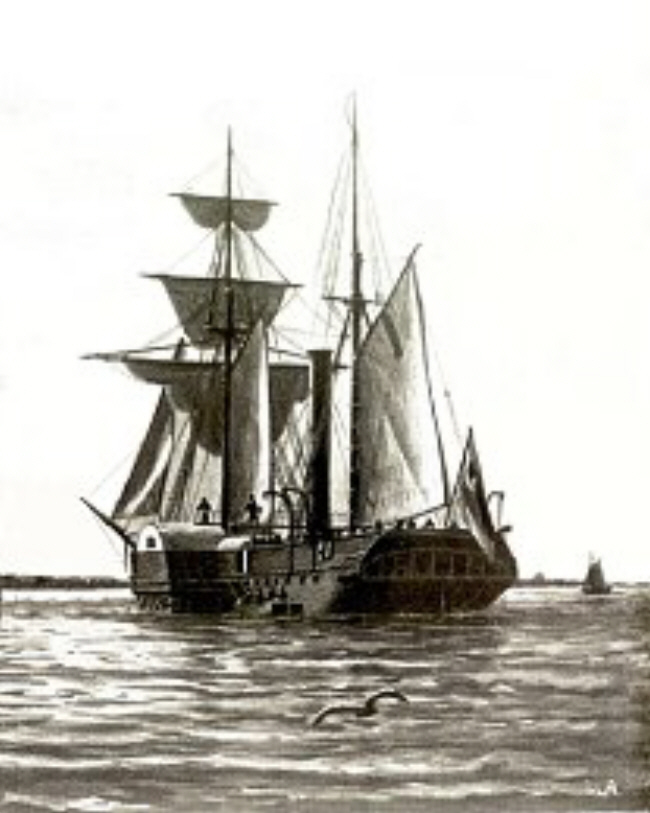
ハンブルク
ドイツ汽帆コルベット

商船は早い段階で外輪による蒸気船（パドル・スチーマー）へと替わって行ったが、船の中央を蒸気機関に占領されていたため、帆船に比べ船倉は小さくなり、機関前後の空間に燃料庫と共に配置された。
一方、軍艦の大型艦に蒸気機関が採用されたのはそれよりも遅かった。19世紀初頭において、海戦の主力は戦列艦とフリゲートであった。特にフリゲートは、幅広い任務の実行力と快速力を併せ持ち、イギリス、フランス、オランダなど各国で建造されていたが、汽走フリゲートの大々的な運用は遅れていた。その理由として、舷側の目立つ場所に大きく露出した脆弱な外輪は、敵の攻撃を少しでも受ければ容易に被害を受けて艦の推進手段を失うと考えられたことや、当時の戦列艦を含めフリゲートの有力な攻撃手段であった乾舷に大砲の砲門を設ける余地が、大きな外輪によって限られることを嫌ったことである。
海戦においての2件の実例では、片側の外輪を使えなくても、速力を減じながら自力航行が可能であったが、汽走フリゲートが普及するのは、蒸気機関そのものの性能向上やスクリュー・プロペラの実用性が一般に認められてからとなった。
しかし、アヘン戦争、それに続くアロー戦争での白河遡行や第3次ビルマ戦争 (Third Anglo-Burmese War) では、河川や近海という条件に恵まれたため、蒸気船の優位が証明された。これにより、兵員輸送船、河船や小型砲艦の汽船化が主力艦に先立って普及した。

#### スクリュープロペラの登場

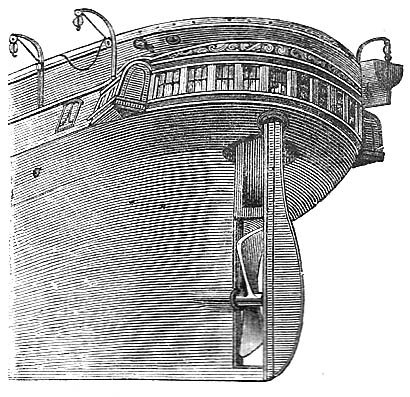
初期の二枚羽根プロペラ

18世紀末頃から19世紀初めにかけて、多数のスクリュープロペラが考案されたが実用には用いられなかった。
イギリスのフランシス・ペティ・スミスが1836年5月31日にスクリュープロペラの特許を取り、「フランシス・P・スミス」号（6トン）を造り2ピッチの長いスクリュープロペラでの実験を始めた。偶然水中でプロペラが破損した後で船速が上がり、この後、1ピッチのものに変更して5.5ノットまで速度を上げられた。出資者が得られたため、シップ・プロペラ社を設立して本格的なスクリュー船の建造を始めた。スミスはその後、ラトラー号のスクリュープロペラを設計する。
同時期に、スウェーデン人ジョン・エリクソンはスミスの6週間後に特許を取り、翌1837年に船長14mの「フランシス・B・オグデン」号を造ってロンドンのテムズ川で100トンの石炭はしけ4隻を5ノットで曳いてみせた。英海軍高官は水面下で推進軸のための穴を嫌い、直進性が欠けているはず、風に対して不安定という評価によって軍艦へは不採用となった。
翌年の1838年には36トンの「ロバート・F・ストックトン」号を造ったが、イギリスでは進展が得られなかったため、1839年に帆走によって米国へ渡った。ストックトン号はプロペラを2つから1つに改造を受けた後、デラウェア川の曳き船となった。エリクソン自身はその後、米海軍の造船に協力した。
その後、徐々にスクリュープロペラを備えた船が造られるが、まだ帆船が主体であり、蒸気船でも外輪によって推進されるものが主体であった。1850年の船舶総トン数では帆船9に対して蒸気船1の比率であった。

#### ラトラー対アレクト

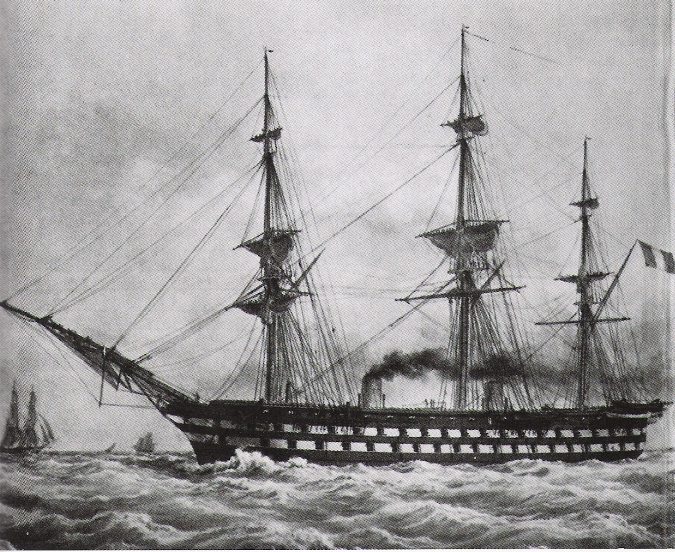
ナポレオン (1850)
フランス汽走戦列艦

1845年3月、イギリス海軍はスクリュープロペラと外輪の性能比較を行なうため、スクリュープロペラを備えた867トンのラトラー号と800トンの外輪蒸気軍艦アレクト号を風向きや帆走併用など条件を変えて競走させた。いずれもラトラーが勝ち、最後に綱引きを行なわせた結果、ラトラーが2.8ノットでアレクトを曳航したことで、ラトラーのスクリュープロペラが有効であると結論付けられた。
イギリス海軍では、1809年に建造された帆走74門戦列艦エイジャックス号が1846年にスクリュー推進の汽走戦列艦に改装された。初の汽走90門戦列艦はフランス海軍のナポレオン号が1850年に完成し、イギリス海軍でも1852年には最初から汽走91門戦列艦として建造されたアガメムノン号が就役した。
イギリスとフランスでは汽走軍艦の広範な建艦競争が始まる。両国が1853年のクリミア戦争に参戦する要因となったシノープ海戦、そして、過去のアヘン戦争など、浅瀬で激しい抵抗に出くわした場合、機動力に富んだ喫水の浅い汽走砲艦が有利であることは認識されていた。

#### 外輪蒸気船の終焉
19世紀の大半と20世紀の前半にミシシッピー川で行われた貿易は、外輪式蒸気船によって行われた。現在も残っている船は僅かで、殆どの船は酷使によるボイラーの爆発か火災で焼失している。1900年の船舶総トン数では帆船4に対して蒸気船6の比率であった。

#### 蒸気タービンの登場

水管式蒸気ボイラー（断面図）
1.煙路 2.予熱部 3.上下水タンク 4.加熱水管

19世紀末、チャールズ・アルジャーノン・パーソンズによって蒸気タービンが開発された。
20世紀初頭まではレシプロ式の蒸気機関を搭載した大型船が建造されてきたが、第一次大戦後は次第にタービン式が主流となる。
蒸気タービンはレシプロ式蒸気機関に比べ振動・騒音が少なくて熱効率が高いという特徴がある。レシプロ式では3段膨張式があったが、タービン式であれば蒸気の膨張を最大限に利用できるので優れている。各タービンでは逆回転は出来ないために、逆転用タービンを備えるか、可変ピッチスクリューによって逆進を行なうことが多い。
蒸気ボイラーは当初、煙管式が主流であったが、高圧化が進むにつれ水管式が主流になる。水管式は水垢（スケール）の付着を防ぐ為に供給する清水の品質管理が求められる。タービンを回転させた蒸気は海水によって冷却された復水器によって再び液体に戻され蒸気ボイラーで循環使用される。
またこの時期、燃料も石炭から重油へと移行していった。
第二次世界大戦終結後は、操作性と燃費の優れたディーゼルエンジンの採用例が増えていったため徐々に減勢していき、今日では大半の船舶がディーゼル推進となったが、LNGタンカーなどで使用が継続されている。

### 清への影響
清では、1757年から対外的な貿易の港として広州のみを開港していたが、アヘン戦争の結果、1842年の南京条約により、福州・厦門・寧波・上海も開港することになった。これらの開港によって、それまで貿易に使用されていた木造帆船のジャンク船に代わって、清とシャムとの貿易などに蒸気船が用いられることが多くなった。
清は蒸気船を用いた海運会社の育成を試みたが、当時の企業経営は非効率で、欧米の海運会社と競争することは難しかった。帆船は風の影響を受けやすく、航海の規則性で劣っており、アジア内部の物流でも欧米、特にイギリス船による物流が中心となった。

### 日本への影響

#### 黒船来航

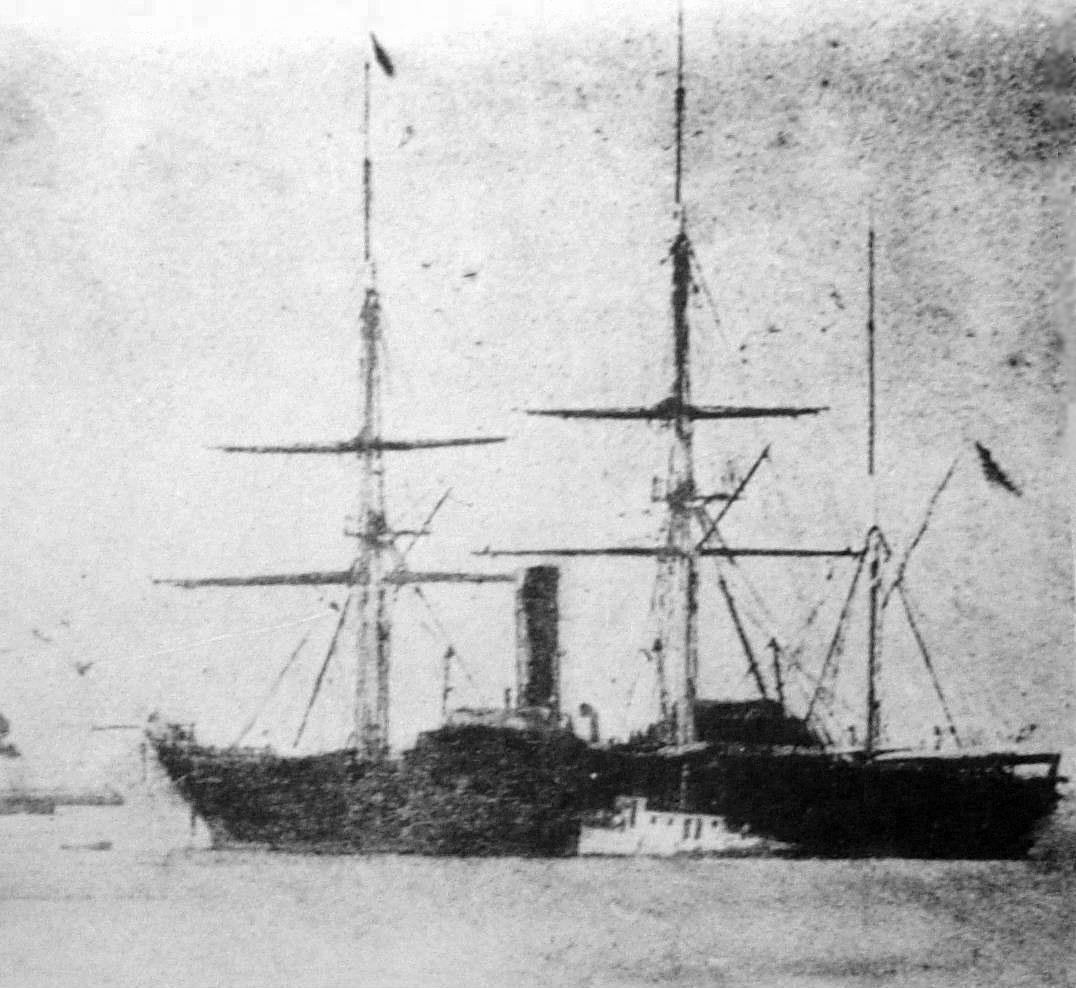
サスケハナ

日本へもアヘン戦争などでの蒸気船の活躍の情報は、オランダ風説書や輸入書物によって少しずつ伝わっていた。1843年（天保14年）には幕府がオランダ商館長に、蒸気船の輸入や長崎での建造を照会するなどしていた。
実物の蒸気船が日本を訪れたのは、1853年の黒船来航が初めてである。1853年7月8日、浦賀沖に現れた4隻のアメリカ海軍の軍艦は、2隻の外輪蒸気フリゲート「サスケハナ」、「ミシシッピ」が、帆走スループの「サラトガ」、「プリマス」を曳航して江戸湾内へ侵入してきた。来航した黒船のうち2隻が蒸気船であった。
翌1854年、ペリー提督は再び3隻の外輪蒸気フリゲート「ポーハタン」、「サスケハナ」、「ミシシッピ」と帆走スループ「レキシントン」、「マセドニアン」、「ヴァンダリア」、「サラトガ」、「サプライ」の5隻、外輪汽帆補給艦「サザンプトン」、計9隻が浦賀沖に現れた。

#### 外国製蒸気船の配備
黒船来航で、蒸気船の威力を目の当たりにした江戸幕府は、大船建造の禁が解かれ、蒸気船を含む西洋式艦船の整備が着手された。帆船は日本での製造もすぐに行われたが、技術的により高度な蒸気船は、外国製の導入が主流となった。
日本人が最初に入手した蒸気船は、1855年にオランダから寄贈された外輪式コルベット「スンビン」（スームビング）で、「観光丸」と改名された。スクリュー式蒸気船としては、同じくオランダ製のコルベット「咸臨丸」（1857年就役）が最初である。
以後、幕府海軍のほか、薩摩藩や佐賀藩、長州藩などの雄藩を始めとして続々と蒸気船の取得を進めた。幕末に蒸気船を取得したのは幕府のほか19藩で、総数は80隻以上に上った。その多くは中古の商船で、武装を施されて軍艦兼用として運用された。

#### 蒸気船の建造
日本で最初に建造された蒸気船は、1855年に薩摩藩が竣工させた「雲行丸」である。それまでに「昇平丸」など西洋式帆船の建造を進めていた薩摩藩は、黒船来航前の1851年から蒸気機関の製造も試みていた。オランダの書物を翻訳して参考とし、1855年7月に江戸藩邸において陸上での試運転に成功した。そして、同年8月に薩摩から回航した「雲行丸」への搭載を行い、日本初の蒸気船とした。同船は全長54尺（16.4m）で、推進方式はサイドレバー式の外輪船だった。同船は単なる実験船にとどまらず、連絡用などとして実用された。もっとも、書物のみを参考に製造されたため、設計出力よりもかなり低い性能しか発揮できなかった。
また、嘉永6年（1853年）、佐賀藩の精錬方であった田中久重、中村奇輔、石黒寛二らによって外国の文献を頼りに蒸気機関車や蒸気船の雛型 (模型) が製作された。
このほか、宇和島藩でも、藩主伊達宗城が村田蔵六に命じてオランダの書物を翻訳させ、嘉蔵という提灯屋の男（前原巧山）を製造担当者として実験的な蒸気船を1855年に完成させている。
実用的な国産蒸気船としては、佐賀藩が三重津海軍所で建造した「凌風丸」（1865年竣工・外輪式）が最初と言われ、ほか幕府が建造した軍艦「千代田形」（1866年竣工・スクリュー式）がある。同じく幕府建造船として「先登丸」という船もあるが、詳細は明らかでない。

## 現代の蒸気船

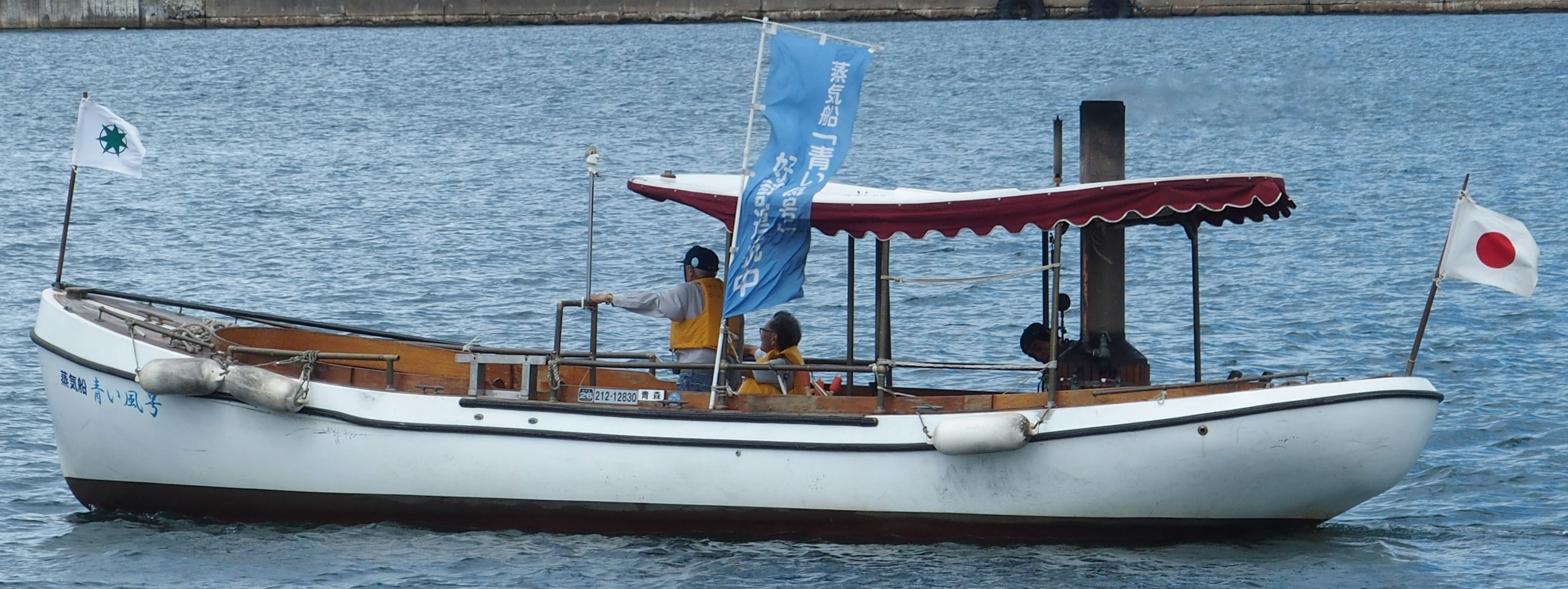
蒸気船「青い風号」（青森港）

推進機関のディーゼル化やガスタービン化が進み、蒸気によって推進する船は比較的少数の限られた船種や艦種だけになっている。
大型LNGタンカー
LNGタンカーの登場初期から輸送貨物であるLNGが輸送中に蒸発した天然ガス（ボイルオフガス、BOG）を蒸気タービンエンジンの燃料とされてきたが、21世紀初頭現在ではLNGの価値が高まったために、BOGの再液化によって輸送液量を減らさず、他の大型貨物船と同様にA重油やC重油を使った低速回転2ストロークディーゼルエンジンを採用する船が多くなってきている。
原子力空母、原子力潜水艦、砕氷船
原子力空母では原子炉で造られた高熱で蒸気を発生させてタービンを回す。原子力発電に似た推進プラントは航続力を半永久的なまでに伸ばせるので長距離を高速移動する軍艦には向く。特に空母ではカタパルトを動かす際に蒸気の残量を考慮せずに済む上、排煙や煙突による気流の乱れを考慮せずに済む、電力に余裕があるので機器や艦載機の更新に対応しやすい、重油を搭載せずに済むので弾薬や航空機を搭載するスペースが広く確保できるなどのメリットがある。原子力潜水艦では酸素を必要としないのでさらに適する。ロシアの数隻の砕氷船は軍艦と同様に原子力プラントを備える。
保存船
世界各地の保存団体や愛好家の間で現在でもレシプロ式の蒸気船が運航される。新たに建造される例もある。日本では2000年代初頭に青森のみちのく北方漁船博物館で『みちのくロードアイランド号』が運行された。2016年現在は『青い風号』が、青函連絡船メモリアルシップ八甲田丸などを運営する特定非営利活動法人“あおもりみなとクラブ”によって運行されている。他に2000年代に愛好家によって『PINOCCHIO号』、『英光丸』が建造された。
アトラクション
ディズニーパークのアトラクションとして、パーク内で閉じた環状の「アメリカ川」を周遊する「蒸気船マークトウェイン号」が運航されている。蒸気機関はウエスタンリバー鉄道の車両を手がけた協三工業製が採用されている。日本製の蒸気船としては最も新しい蒸気船である。

## 名前
英語圏では船名の前に Steam Ship または Screw-driven Steamship の意味で、艦船接頭辞「SS」または「S/S」をつける習慣がある。

## 有名な蒸気船

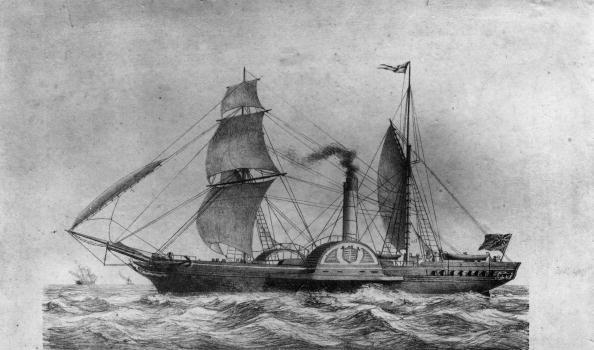
シリウス

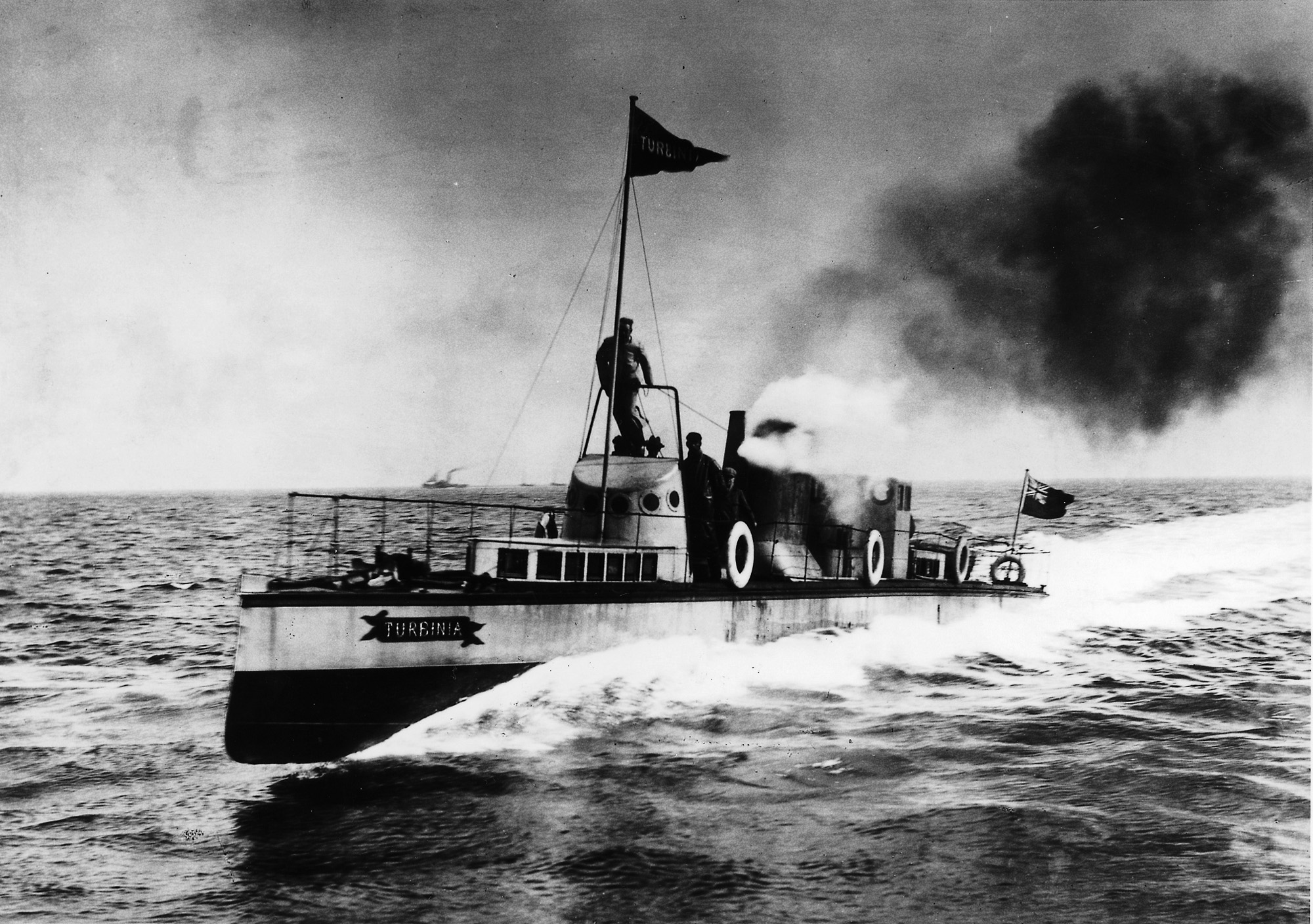
タービニア

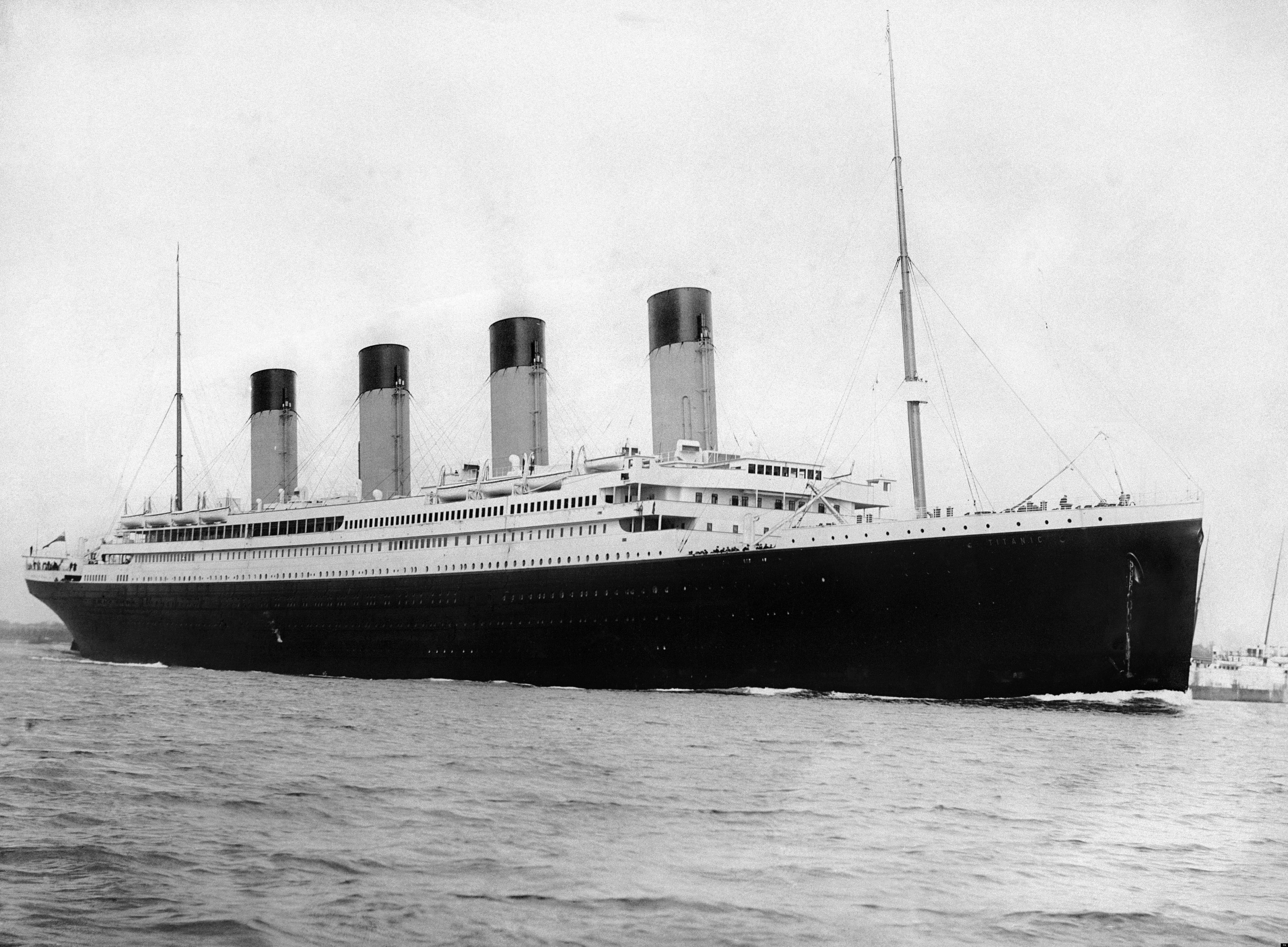
タイタニック

- シリウス号（アイルランド、SS Sirius, 1837） - 建造段階から「グレート・ウェスタン」「ブリティシュクイーン」（1839年完成）との蒸気船3隻による大西洋初横断記録の競走となり、見事勝利して1838年に初めて蒸気機関の力のみを利用して大西洋横断に成功した定期航路蒸気船である。1838年3月28日ロンドン発（4月4日コーク寄港）〜4月22日（午後10時ハミルトン要塞沖投錨）ニューヨーク着。平均速度6.7 kt。石炭450トンやロジンなど全ての燃料が尽きたため最後の数日間は船内の木製調度品を炉にくべていた。（元沿岸航海用外輪蒸気船、703総トン、船長60.9 m、船幅7.62 m、2本マスト、320馬力、9 kt）　その後の1847年1月16日、コークとバリコットンの沖で座礁沈没。8人乗り救命ボートに乗った数十名のうち20名死亡、本船に残り他の船に助けられた71名は怪我もなく生存。数少ない生存者の持ち物も救命艇の着いたバリコットンの近くの岸で地元民により略奪され全てが失われた。
- グレート・ウェスタン号（イギリス、SS Great Western, 1838）　－　1838年4月8日にブリストルを出発し、シリウス号に遅れること数時間でニューヨーク到着した。（遠洋航海用外輪蒸気船、1,320総トン）
- ヴェガ号（スウェーデン、SS Vega） - 1878年、学者ノルデンショルドによって史上初めてシベリア沿岸の北東航路を制覇した蒸気船。1879年に日本の横浜港に寄港し、世界中にセンセーションをまき起した。
- タービニア号（イギリス、Turbinia, 1897）　-　チャールズ・アルジャーノン・パーソンズによって開発された蒸気タービン機関を搭載した実験船。当初、海軍に購入を働きかけたが、海軍首脳部には蒸気タービンのレシプロ式蒸気機関に対する優位性が理解されず、断られた。そこで1897年ポーツマスで行われたビクトリア女王の観艦式において突然参加してデモンストレーションを行い、蒸気タービンの優位性をアピールした。
- タイタニック号（イギリス、RMS Titanic, 1912） - 1912年4月15日、北大西洋航路で氷山に衝突し沈没した豪華客船。推進軸3軸のうち両舷の2軸を高圧蒸気によるレシプロ式4シリンダー三段複式蒸気エンジンで駆動し、この蒸気エンジンの排気である低圧蒸気を蒸気タービンに導き中央軸を駆動するタービン併用複式蒸気機関を採用していた。